# Daniel Wu
Daniel Wu Yin-cho (* 30. září 1974 Berkeley) je americký herec, režisér, scenárista a filmový producent. Hrál ve více než 60 filmech, jeho v současnosti nejznámější rolí je Sunny v akčním seriálu Pustiny (Into the Badlands). Jeho rodiče jsou čínského původu, otec George emigroval do USA po komunistické revoluci, sám Daniel hrál v některých filmech v hongkongské produkci.

## Filmografie (výběr)
- Purple Storm (1999)
- New Police Story (2004)
- One Nite in Mongkok (2004)
- Protégé (2007)
- Město zločinu (2009)
- Don't Go Breaking My Heart (2011)
- Warcraft: První střet (2016)
- Tomb Raider (2018)